# Distretto di Çal
Il distretto di Çal (in turco Çal ilçesi) è uno dei distretti della provincia di Denizli, in Turchia.